# Pyhtää
Pyhtää (Zweeds: Pyttis) is een gemeente in het Finse landschap Kymenlaakso. De gemeente heeft een landoppervlakte van 324,63 km² en telt 5.117 inwoners (2022).
Pyhtää is de oostelijkste tweetalige gemeente van Finland en de enige in Kymenlaakso, met Fins als meerderheidstaal (± 85%) en Zweeds als minderheidstaal. De Zweedstaligen wonen vooral in het westen en zuiden van de gemeente.
Het naamgevende kerkdorp Pyhtää ligt in het westen van de gemeente. Hier staat een veldstenen kerk uit 1460. Het dorp ligt aan de historische Koningsweg (Kuninkaantie) tussen Turku en Vyborg.
Hamina · Iitti · Kotka · Kouvola · Miehikkälä · Pyhtää · Virolahti
Voormalige gemeenten:
Anjala · Anjalankoski · Elimäki· Haapasari · Jaala · Karhula · Kuusankoski · Kymi · Sippola · Suursaari · Tytärsaari · Valkeala · Vehkalahti